# Велика Виска
Вели́ка Ви́ска — село в Україні, центр Мар'янівської сільської громади Новоукраїнського району Кіровоградської області. Центр Великовисківської сільської ради.
Розташоване в долині річки Велика Вись за 25 кілометрів від районного й обласного центрів та за 12 кілометрів від залізничної станції Шостаківка. Його площа — 946,73 гектар. Навколишні землі належать до Придніпровської височини і складаються з гнейсів і гранітів. На кристалічних породах залягають третинні відклади, які мають великий вплив на формування рельєфу. За будовою поверхні — це злегка хвиляста рівнина. Через село проходить автошлях Кропивницький — Умань. Зараз налічується понад 900 дворів, населення близько 2100 чоловік.

## Село з річковою назвою
Можливо, походження назви села пов'язане з його географічним розташуванням. Це місце знаходиться на Придніпровській височині, і є найвищим у цій місцевості. Звідси слово «вись», що означає «висота». Ця висота служить вододілом двох річок; які від назви місцевості були названі Велика Вись і Мала Вись. Та найімовірніше назва села походить від назви річки Велика Вись, на березі якої воно розташоване. Спочатку село так і називалось Велика Виська, а пізніше вимова дещо змінилась.

Залізобетонний міст через Велику Вись, збудований 1965 року

Річка Вись вперше згадується в «Літопису руському» за 1190 рік. Саме тут у кінці XV століття селяни Канівського і Черкаського старост, що належали польським магнатам, почали переходити Вись, аби стати вільними людьми — козаками. Назва річки походить від «виск» — вигук, свист. Саме в такий спосіб передавали один одному сигнали втікачі, переправляючись через річку. «Перейшов Вись — тільки п'ятами блись», — народилася в ті роки приказка. Але є й такі джерела, які стверджують що назва річки Вись походить з угорської мови. У перекладі з давньослов'янського «вись» означає вода, і це також багато хто пов'язує з походженням назви цієї річки.
З топонімічної точки зору село має унікальну назву, що єдина в Україні. Цікавим фактом є те, що попередня назва — Вись — відродилась, перекочувавши річкою до іншого села. Цю назву носить село, що колись звалося Петрівкою. Про містечко Велика Виска писав у своїх подорожніх замітках Дмитро Яворницький, що бував тут.

## Історія

### Заселення території до виникнення населеного пункту
Місцевість навколо Великої Виски була заселена здавна. Про це свідчить розкопаний курган доби пізньої бронзи (II тисячоліття до н. е.) та половецька кам'яна баба. Можливо, колись цими краями проходили трипільці під час розселення територією України.
В дуже давні часи наш край заселяли кімерійці. У VII столітті до н. е. кімерійців витиснули північноіранські племена — скіфи. Вони зупинилися в степах і дійшли в своєму розвитку від військової демократії до державного утворення. Скіфи добре знали скотарство, займалися хліборобством. Вони вели жваву торгівлю з грецькими причорноморськими містами-колоніями, вивозили худобу, зерно, торгували рабами. На цьому скіфи нажили величезні багатства. У наших краях збереглися поховання у вигляді чотирьох курганів. Деяким з них по 5 тисяч років. Багато курганів залишили скіфи.
В V столітті до н. е. скіфів починають витискати іранські племена сарматів. Сарматський період історії проіснував у нашому краї майже десять століть аж до вторгнення східногерманських племен — готів, північнокитайських — гунів.
За часів Київської Русі південними кордонами цієї держави в певні історичні моменти були течія річки Гнилий Тікич і вододіл між річками Вись та Тясмин, то ж ймовірно, на сучасній території села колись мешкали східні слов'яни, які утворювали великі племінні союзи. Одним з них були поляни.
У XIV столітті цими краями пролягав так званий Чорний шлях, його ще звали шляхом невільничих сліз. Саме ним у густозаселені райони вторгалися татари, монголи, гнали невільників, везли награбоване. З XIV до початку XVIII століття запорізькі козаки розміщували тут свої зимівники, які складалися з хат-бордюг (напівземлянок), сараїв, інших будівель. У зимівниках утримувалися коні, велика рогата худоба, вівці, кози, свині… Поблизу бордюг стояли сотні вуликів.
1644 року Конецпольський цією територією здійснив вдалий похід проти татар, які, перейшовши Дніпро, підійшли до Жовтих Вод, потім пройшли через верхів'я р. Саксагані, через річки Інгулець та Вись спустошили навколишні місцевості. Але 30 січня 1644 року вони були розгромлені біля Ахматова на р. Тікичі і відійшли звідти до Синюхи (Синіх Вод), а потім частково до Дніпра, частково Очакова, а частково до буджацьких степів.
Через цю територію проходив торговий шлях, що увійшов в історію як Шпаків. Розпочинався він біля Варшави, а вів на Люблін, Умань, Торговицю, звідси «в пределы вольностей запорожских казаков…, вдоль Малой Выси, на Великую Виську…» Торговим трактом йшли «разные купецкие люди в Крым, Очаков». Це були поляки, євреї, вірмени, греки.
В часи війни з Річчю Посполитою, коли частина козацької і татарської кінноти на чолі з Хмельницьким оточила польську королівську армію в районі міста Зборова (нині райцентр Тернопільської області), 17 серпня 1649 року між ханом Іслам-Гіреєм III і королем Яном Казимиром розпочалися офіційні переговори і за досягнутою домовленістю Річ Посполита зобов'язувалася до сплати щорічних упоминків дворові Чингізидів, тобто хану, погоджувалася на випасання татарської худоби в нейтральній смузі понад річками Інгул і Велика Вись.

### Виникнення села Велика Виска
Населений пункт виник близько середини XVIII століття під час заснування Нової Сербії. Є відомості, що Велика Виска має вік, початок якого губиться в козацьких часах і, ймовірно, заснована в 1741 році козаками, до яких у той час відійшли ці землі. Існування населеного пункту раніше малоймовірне, бо землі до того часу були під турецькою юрисдикцією.
Територія України на якій засновано село Велика Виска, була південною окраїною Росії, і татари часто робили набіги з метою пограбування населення. Треба було закріпити південні кордони Росії. Російська цариця вирішила створити військові поселення на південних окраїнах Росії. 24 грудня 1751 року вийшов указ імператриці Єлизавети Петрівни «О принятіи въ подданство Сербовъ, желающихъ поселиться въ Россіи и служить особыми полками, о назначеніи на границЂ со стороны Турецкой выгодныхъ местъ к поселенію; объ опредЂленіи жалованья по окладу Гусарскихъ полковъ коннымъ, а пЂшимъ оклада полковъ пЂхотныхъ, и о подчиненіи оныхъ полковъ Военной Коллегіи».
З цієї дати починається офіційна історія Нової Сербії — військово-землеробської колонії, територія якої тепер майже повністю знаходиться в Кіровоградській області. Створена для оборони півдня Росії від нападів турків і кримських татар, Нова Сербія становила собою ряд захищених земляними укріпленнями (шанцями) поселень.
Для захисту новосербських поселень з півдня в 1754—1757 роках була побудована фортеця Святої Єлисавети, біля неї виникло місто, яке з 1775 року, після офіційного отримання міського статусу, стало називатися Єлисаветградом.

З 1754 року південніше фортеці почали виникати поселення українців, вимушених покинути місця свого проживання, відведені для іноземних переселенців Нової Сербії. Указом 14 травня 1754 року ці поселення стали сотенними слободами Слобідського козацького полку.
Починають виникати перші російські військові поселення: «Для него построены слободы также; и слободы, таким образом, вокруг крепости Св. Елисаветы, вдруг появились новыя, кроме тех разумеется, у коих жили поселяне, устраненные за черту Новой Сербии, когда оная сама существовать начинала. В 1756 году слобод около Елисаветграда наличных считалось уже 27, как видно из ведомостей по духовному управлению… В слободах сих, одни были солдатския слободы, другия мещанския. В тех и других считалось семей 3538, душ 4604, домов построенных 3383, недостроенных 155. И как в каждой слободе, где душ было свыше ста, предполагалась церковь: то вместе с слободами неотлагательно строились в них и церкви, из каковых многия, как совсем готовыя, в 1755 году и освящены.» В цьому документі назва слободи записана мовою оригіналу «Висска».
В 1754 році частина церковного майна Преображенської церкви села Петрів Острів була перенесена у слободу Вись. Сюди ж були переведені та призначені священики Захарій Іванов, Іоан Захарієв, вікарій.
До кінця 1750-х років поселень було 28. У 1759 році Слобідські козацькі поселення були приєднані до Нової Сербії, але в 1761 році вони відокремилися і після реформування Слобідский козацький полк складався з 20 сотень, серед яких у 1760 році значилася і сотенна слобода під назвою Виська, а вже в 1763 році — сотня Вись.

В 1764 році Нова Сербія і Слобідський козацький полк були скасовані, а їх території під назвою Єлисаветградської провінції ввійшли до складу утвореної указом 22 березня 1764 року Новоросійської губернії, губернська канцелярія якої до 26 березня 1765 року знаходилася у фортеці Святої Єлисавети, після — в Кременчуці.
Єлисаветинська провінція складалася з 70 округів: 16 рот Чорного гусарського полку /колишній новосербський гусарський полк/, 16 рот Жовтого гусарського полку /колишній новосербський пандурський полк/, 20 рот Єлисаветградського пікінерського полку /колишній Слобідський козацький полк/, 2 міських округів і 16 розкольницьких слобод.
У 1766 році Велика Виска входила до першої роти Єлисаветградського пікінерського полку. У 1772 році шанець Виський був другою ротою Молдавського гусарського полку. Наряду з військовими поселеннями за царським вердиктом передбачалося поселити і селян, які б освоювали вільні землі Півдня. Люди, які займалися переселенням, одержували від царської казни винагороду в розмірі 8-10 золотих карбованців за кожну переселену сім'ю. Поселення, яке потім почало називатися за назвою річки Велика Виска, поповнювалось населенням не з військово-поселенців. Людей, які займались переселенням, називали Осадчими. Вони мандрували Молдавією, південними землями Росії, які прилягали до України, землями Лівобережної України, і поверталися до поселення з обозом переселенців. Переселенці селилися за принципом земства і створили окремі не відділені від території поселення, мікрорайони. Ці мікрорайони діставали назву земств. Територія, де оселялися молдовани, називалися Бессарабією. Українці назвали свій мікрорайон Хохлаччиною, росіяни — Балановою і Битюком.
Військово-поселенці ділилися на взводи. За цим принципом кути називалися: 1-й взвод, 2-й взвод і т. д.

Єврейське населення селилося обабіч трактової дороги. Трактова дорога з Єлисаветграда до Новомиргорода відділяла від Великої Виски панське село Флорівку. Згодом село Велика Виска і Флорівка злилися.
У 1753—1761 роках тут налічувалося 166 душ чоловічої статі, з них 26 виборних козаків, 112 підпомічників, 17 підсусідків. З ліквідацією військово-поселенських полків жителі слободи стали казенними селянами. Наприкінці XVIII — початку XIX ст. тут було 125 дворів з населенням 556 чоловік.
Село Велика Виска швидко розросталося і вже до кінця 18-го століття за своїм розміром і населенням стало великим населеним пунктом. 1821 року Велику Виску було приписано до Новоросійського військового поселення. Відбуваючи військову службу, жителі слободи також обробляли 515 десятин орної землі. Після скасування військових поселень їх знову прирівняно до категорії державних селян.
За архівними даними в 1823 році стараннями парафіян у Великій Висці була побудована цегляна церква. У 1851 році добудована дзвіниця з дзвоном вагою 170 пудів (всього було 5 дзвонів).
За часів військових поселень, у середині 19 століття до села було переселено кілька родин із військового поселення Кищинці (суч. с. Кищенці Маньківського району Черкаської області) — зокрема, Яцули.
На 1859 рік у Великій Висці налічувалося 568 дворів з населенням 2857 чоловік. Жодного медичного закладу не було. Працювала початкова двокласна школа, збудована для кантоністів 1845 року. Із 790 дітей шкільного віку в ній навчалось лише 78 хлопчиків.
В списках населених місць Херсонської губернії за 1868 рік є село Флорівка Єлисаветградського повіту Херсонської губернії, яка згодом була приєднаною до Великої Виски і стала її частиною.
З ліквідацією кріпосного права були ліквідовані і військові поселення. Село Велика Виска починає зростати ще швидше. Вже в 1883 році в селі було 966 дворів з населенням 5079 чоловік. За національним складом населення було не однорідним. В селі жило 2519 українців, 1619 молдован, 571 росіянин, 283 єврея і 16 осіб інших національностей. Всієї землі в селі було 8571 десятин, у тому числі 7811 десятин пропасних, понад 100 десятин землі належало церкві.
Згідно з указами 1866—1867 рр. за селянами Великої Виски закріпили 8571 десятину землі, всього 1444 наділи по 5,5 десятини на ревізьку душу. У той же час три поміщики володіли 12934 десятинами.
Станом на 1886 рік у селі, центрі Великовисківської волості Єлизаветградського повіту Херсонської губернії, мешкало 3314 осіб, налічувалось 745 дворових господарств, існували православна церква, єврейський молитовний будинок, 3 постоялих двори, відбувались базари щонеділі.
Наприкінці XIX століття в селі крім початкової була ще і церковнопарафіяльна школа, відкрита в 1887 році.
Церковнопарафіяльна школа була однокласною. 1896 року в ній навчалося 93 хлопчики і 13 дівчат. Школа працювала з жовтня по квітень у зв'язку з тим, що діти шкільного віку були зайняті на сільськогосподарських роботах. Повний курс цієї школи в 1898 році закінчили тільки два хлопчики. Останні діти вимушені були залишити навчання серед навчального року. Завідувачем школи був піп, а вчителями — дяк та псаломщик. Основним предметом для вивчення був закон божий. На утримання школи відпускалось 90 карбованців на рік.
В архіві збереглися тільки опис майна Преображенської церкви села та записи актів громадянського стану.
На початку XX століття у Великій Висці земство відкрило дві бібліотеки — народну і шкільну.
Після 1905 року відбувся перерозподіл землі. Вкрай збіднілі господарства вимушені були продавати власну землю і ставати наймитами. Виділилась з общини невелика кількість господарств. У селі з'явилися заможні люди, які широко використовували найману працю. У результаті розшарування села з'являються вільні робочі руки з збезземелених та збіднілих селян. Значна частина їх іде на сезонну і постійну роботу до землевласників. Землі поміщиків Шев'якова, Безрадецького, Шатової, Гільдесгеймера, Тодурової, Кельповської тісним кільцем оточували клаптики селянських наділів. За роботу на панських землях найманці одержували низьку платню. За рік сільськогосподарський працівник-чоловік одержував у середньому 60 карбованців, жінка-робітниця — 30 карбованців, ще нижча оплата була підліткам.
Напередодні першої світової війни у Великій Висці було відкрито медичну дільницю, у якій було 4 стаціонарні ліжка. Лікар, два фельдшери і акушерка мали обслуговувати хворих шести волостей. Практично населення залишалося без медичної допомоги. Безземелля, злиденність і безправ'я доповнювалися неосвіченістю.
З початком першої світової війни майже все чоловіче населення, здібне носити зброю, було мобілізоване. Важким тягарем впала війна на плечі бідніших мас селянства. З року в рік зростала кількість батраків, безземельних і малоземельних господарств, посилився процес занепаду селянських господарств. Селянські маси відчували гостру недостачу життєво необхідних товарів. Злидні і безправ'я, жорстока експлуатація, безпросвітне життя — характерні риси села того часу.
1912 року з населення 5991 чоловік письменними було 492, оскільки в селі працювало дві школи, де навчалося близько двохсот учнів. Основними культурними центрами були православна церква і єврейський молитовний дім.
В ніч на 18 травня 1919 року григор'ївськими загонами у Великій Висці було вчинено погроми і пограбовано лавки, вбито багатьох жителів. У серпні в село вступили денікінці, а 8 січня 1920 року Велику Виску зайняли регулярні частини радянської армії. Відтоді тут було встановлено радянську владу.

### Розвиток села за часів радянської влади
В 1920 році в селі було створено прокатну станцію сільськогосподарських машин і знаряддя, а в 1923 році організовано бурякову — «Орач», городницьку — «Культура» та сільськогосподарську — «Праця» артілі.
З липня 1921 році Великовисківська волость входила до Єлисаветградського повіту в складі Плетено-Ташлицького району, у лютому 1922 року — Єлисаветградського району, а вже з березня 1923 року, після поділу Одеської губернії, Велика Виска стала центром Великовисківського району Єлисаветградської округи.
В жовтні 1922 року в селі було юридично створено комсомольську організацію.
26 січня 1921 року у Великій Висці відбулися вибори до Ради. Головою виконкому став М. А. Макаренко. Великовисківська партійна організація разом із Радою, КНС та комітетом взаємодопомоги забезпечили посівним матеріалом сім'ї бідняків, посилили агропропаганду, роз'яснювали закон про єдиний сільськогосподарський податок тощо. В умовах нової економічної політики в селі значно активізувалося економічне життя. Працювали 2 млини — паровий і дизельний, 5 олієнь, 6 крупорушок, 4 вітряки. Діяли споживче та сільськогосподарське кредитне товариства. Було налагоджено переробку сільськогосподарської продукції, пожвавилася торгівля. 1923 року в селі відкрито нову школу, дитячі ясла на 35 місць і дитбудинок. У грудні 1923 року створено товариство друзів ліквідації неписьменності. Через рік тут діяли 2 школи лікнепу, клуб, хата-читальня, дитячий будинок, народний театр, що містився в колишній поміщицькій коморі.
Навесні 1928 року на Флорівці виникло товариство зі спільного обробітку землі, очолюване Кудрею Григорієм Михайловичем, яке обробляло 240 гектарів землі і до складу якого увійшло 19 господарств. Навесні 1930 року Великовисківським районним комітетом незаможних селян було проведено місячник колективізації, яка закінчилась у тому ж році. На цей час суцільну колективізацію було завершено: створено 8 колективних господарств: «Перебудова села», «Правдивий шлях», імені Карла Маркса, імені Газети «Правда», імені Кірова та інші. Допомогу молодим господарствам надавала Шостаківська МТС, створена в листопаді 1929 року. Станом на 5 липня 1931 року з 1682 господарств села було колективізовано 1630, з 9699 гектарів селянської землі колективно оброблялося 9514 га.
Колгосп ім. Кірова одним із перших у селі почав застосовувати передові методи агротехніки. Тут проводили глибоку оранку, вносили мінеральні добрива. На плантаціях цукрових буряків запровадили шестикратне мотиження, а також триразову підкормку. «Правдивий шлях» займався вирощуванням свиней та овець каракульської породи.
За офіційними даними, у січні 1930 року загальними зборами жителів села було ухвалено закрити церкву а дзвони передати для потреб індустріалізації країни. У 1933 році церкву було закрито, зібрано всі цінності, знято хрести, а згодом її приміщення було зовсім зруйноване радянською владою, а матеріали, з яких вона була побудована, були використані при будівництві автошляху в напрямку Кіровограда.
У 1931—1932 роках у селі було збудовано електростанцію потужністю 50 кВт. У будинках колгоспників з'явилося електроосвітлення, радіо. Поліпшилося постачання населення промисловими товарами: в селі працювали 10 крамниць. Велику увагу громадськість приділяла впорядкуванню села, озелененню вулиць. Тоді ж побудували сільський клуб на 250 місць, відкрили 4 колгоспні клуби.
Та на фоні «радянського прогресу» в 1932-33 роках великовищани, як і більшість селян в Україні, пережили сильний голодомор. Оскільки продукти всі були відібрані, залишалося їсти харчі, які традиційно входили до харчових заборон. Свідчення говорять про те, що із диких та домашніх тварин і птахів їли котів, собак, голубів, горобців, ворон, мишей, дохлих тварин, що здихали в колгоспах, напровесні земноводних плазунів, їжаків. Люди вмирали з голоду щодня. Облік померлих не проводився, а погосподарські книги тих років були знищені. З тих часів люди почали втікати до промислового міста, де можна було легше знайти засоби існування. Хоча і тут згодом була впроваджена «затримувальна» політика: для офіційного виїзду до міста необхідно було отримати паспорт, а це всілякими методами гальмувалося.
Попри це, в історичних нарисах, виданих за часів Радянського Союзу, розписано, як щасливо люди жили, яких результатів досягали у своїй нелегкій роботі, і які нагороди за це отримували. 1937 року в селі було споруджено пам'ятник В. І. Леніну і закладено парк, названий його іменем. У Великій Висці діяла лікарня на 50 ліжок, у якій працювали 6 лікарів. Відкрилися дитяча консультація, райсанстанція. В усіх колгоспах організовані пункти першої медичної допомоги. Була ліквідована неписьменність серед дорослих, всі 500 дітей шкільного віку навчалися в чотирьох школах.

### Велика Виска в роки Другої Світової війни.
2 серпня 1941 року у Велику Виску увійшли німці. 29 серпня польова комендатура видала розпорядження про арешт чоловіків від 16 до 45 років, які не прописані в селі, та осіб, що не підкоряються «новому порядку». Згодом почалося масове насильне вигнання молоді на німецьку каторгу. За час окупації гітлерівці розстріляли 85 місцевих жителів.
На фронтах Німецько-радянської війни на боці СРСР воювали 778 жителів села, переважна більшість їх відзначена високими нагородами. 267 чоловік загинули в боях.
Ось спогади одного фронтовика, що під час війни побував у Великій Висці: «…Ледве живі над ранком ми добились до села, де були розташовані обози нашого полку. Частина з нашого транспорту, що була приділена до 6-го полку, остається тут. Зв'язкові розводять нас по сотенних обозах. Тут знову списування персоналій. Наша чота, себто новоприбула, залишається деякий час при обозі. Приміщені ми в декількох селянських хатах. Цивільного населення майже немає, а ті, що є, це переважно старі люди. Село, — здається, звалося воно Велика Виска, — було заповнене військом та різними механічними возами. Перебуваємо тут приблизно два тижні. Вдень перевишкіл на новій зброї — так званих „панцерфавстах“ („протипанцирних п'ястуках“ — поборювати танки) а вночі стійкова служба…»
В районі села Велика Виска друга група авіаполку 1-го штурмового авіакорпусу з дванадцятьма Іл-2 під керівництвом штурмана 820-го авіаполку майором І. П. Мельниковим сміливо атакувала автоколону і знищила 12 ворожих машин.
Під час Німецько-радянської війни прославився виходець села Велика Виска — лейтенант, командир ланки 273-го винищувального авіаційного полку 268-ї винищувальної авіаційної дивізії 8-ї повітряної армії Південно-Західного фронту Жердій Євген Миколайович, який вчинив 75 успішних бойових вильотів, у повітряних боях збив особисто 4 і в групі 4 літаки супротивника. Звання Героя Радянського Союзу Євгену Жердію було присвоєно посмертно.
В селі Велика Виска встановлена меморіальна дошка на його честь і названа вулиця, у місті Сніжне Донецькій області його ім'ям також названа вулиця.
Наприкінці березня 1945 року під м. Кюстрін (Німеччина) в чотирнадцятигодинному поєдинку з ворогом артилеристи батареї старшого лейтенанта Червоної Армії Олександра Гнатовича Орлова, який народився у Великій Висці, знищили 13 танків і близько 200 гітлерівських солдатів і офіцерів. За вміле керівництво боєм О. Г. Орлову комуністами було присвоєно звання Героя Радянського Союзу.
11 березня 1944 року у Велику Виску ввійшли війська 33-го гвардійського стрілецького корпусу 5-ї гвардійської армії 2-го Українського фронту Червоної Армії. На честь дня «визволення» села одна з вулиць носить назву 11 Березня.
Німці так зруйнували село, що його важко було впізнати: знищено приміщення чотирьох шкіл, сільської лікарні, ферми, контори, клуб, інші колгоспні будівлі, тільки по вулиці Леніна — 40 найкращих будинків.
На честь воїнів Червоної Армії, загиблих у цій війні, біля братської могили в селі комуністами було збудовано обеліск слави.

### Відбудова села в післявоєнний період
Переборюючи величезні труднощі, трудівники села приступили до відбудови зруйнованого господарства, 1944 року розпочали роботу лікарня, дитячі ясла, школи, бібліотеки, будинок культури, радіовузол, відділення зв'язку. Механізатори з пошкоджених машин і трофейної техніки складали трактори, з руїн піднімалися господарські будівлі.
На кінець 1947 року всі колгоспи повністю освоїли довоєнні посівні площі, відбудували тваринницькі ферми. Середній врожай зернових культур тоді становив 116 пудів з гектара. Колгоспи виконали плани хлібозаготівель. В артілях ширився рух високоврожайних ланок і бригад. Так, ланки колгоспу ім. К. Маркса М. М. Салової та О. П. Сагайдак у 1947 році зібрали пшениці по 43 цнт. з гектара на площі 20 га. Славився передовиками і колгосп ім. Кірова. По 48 цнт. зерна з гектара одержали ланка Є. П. Макаренка й бригада, яку очолював Г. Ф. Жердій (колгосп ім. К. Маркса), — по 36,5 цнт з гектара.
У 1948 році за одержання високих врожаїв пшениці звання Героя Соціалістичної Праці присвоєно 13 хліборобам. Орденами і медалями нагороджені 28 передовиків сільського господарства. Ордена Леніна удостоєні І. Л. Алексєєв та І. Т. Зубенко, ордена Трудового Червоного Прапора — Н.X. Жердій, Н. Л. Машнягуца та П. А. Салова.
Відповідно до Указу Президії Верховної Ради СРСР від 29 березня 1947 року за одержання високих урожаїв пшениці і жита при виконанні колгоспом обов'язкових поставок і натуроплати за роботу МТС у 1947 році і забезпеченості насінням зернових культур для весняної сівби 1948 року тринадцятьом робітникам було присвоєно звання Героя Соціалістичної Праці з врученням ордена Леніна і золотої медалі «Серп і молот».
Дальшому зміцненню економіки артілей сприяло їх об'єднання в 1950 році в дві — імені Жданова і «Росія». На той час у колгоспі імені Жданова трудилося 1055 чоловік і налічувалося 6870 га земельних угідь, у тому числі 5713 га орної землі. Артіль «Росія» користувалася 3870 га угідь (орної землі — 3299 га), колгоспників тут працювало 906. Основні сільськогосподарські роботи виконувала МТС.
Кожне господарство мало молочнотоварні ферми, свиноферми, птахоферми. Крім того, у колгоспі «Росія» вирощували овець. Господарства мали пасіки. За успіхи, досягнуті в розвитку сільського господарства, у 1958 році уряд нагородив 15 трудівників села орденами. Орден Леніна одержали М. О. Кобець, О. В. Візір, орден Трудового Червоного Прапора — М. Г. Кириленко, М. П. Топало, С. П. Орлова. Орденом Жовтневої Революції нагороджені І. В. Русол та І. Г. Закриничний, орденом Трудового Червоного Прапора — А. К. Чайка і М. І. Нагорна.
За післявоєнні роки у Великій Висці збудовано цегельний завод. Він щороку випускав 2 млн штук цегли. Здано в експлуатацію промкомбінат, який освоїв виробництво електродів, оліфи, рідкого скла, консервних кришок тощо. Всі виробничі процеси були механізовані. У селі працювали цехи: борошномельний, олійний і безалкогольних напоїв. Потужність млина — 3250 тонн зерна на рік; маслоцеху — 2 тисячі тонн насіння соняшнику на рік.
У селі було відкрито 3 дитсадки на 215 місць, збудовано і колгоспний дитсадок на 70 місць. Працював побутовий комбінат, що мав кравецьку й шевську майстерні, перукарню. Після війни збудовано 13 торговельних підприємств.
В 1963 році у Великій Висці функціонували дві восьмирічні і середня школи. У них навчалися понад 700 учнів і працювали 67 учителів, серед яких М. В. Недзельський — заслужений учитель УРСР. За післявоєнний час випускників місцевих шкіл стали вчителями, лікарями, інженерами. Уродженець Великої Виски І. О. ІІІиш — Герой Соціалістичної Праці, очолював бригаду електрозварників механоскладального цеху Кіровоградського заводу «Червона зірка». О. М. Кишлян був членом Верховного Суду СРСР і головою Верховного Суду Молдавської РСР. О. Й. Єрган — генерал-майор, кандидат технічних наук, В. Л. Козирєв — нейрохірург, доктор медичних наук, професор.
Указом Президії Верховної Ради УРСР від 28 вересня 1958 року було ліквідовано Великовисківський район і відтоді село Велика Виска належить до Маловисківського району Кіровоградської області.
1971 року в селі було споруджено новий будинок культури на 400 місць. При ньому працювали хоровий, танцювальний, вокальний та інші гуртки художньої самодіяльності. Вокальний ансамбль «Струмочок» був переможцем обласного фестивалю.
Наприкінці 1979 року почалася війна в Афганістані. Жителі села Велика Виска, які в той час проходили військову службу, також брали участь у цій війні. Цибін Василь, Грачов Юрій, Граждан Микола, Сучіхін Віктор — всі вони служили в Афганістані разом з Юрієм Васильовичем Харьковцем, який не повернувся з цієї війни живим, загинув 5 жовтня 1983 року, був посмертно нагороджений орденом «Червона зірка» і посмертно йому присвоєно звання старшого сержанта.
В школі йому відведено окремий стенд, на якому присутнє його фото часів служби в армії та деякі особисті речі, серед яких диплом про середню освіту, повідомлення матері про смерть сина (похоронка).
В постперебудовні часи припинив свою роботу, а пізніше й існування, побутовий комбінат, до складу якого входили: перукарня, майстерня з ремонту взуття, салон з пошиття та ремонту одягу. Перестали працювати дитячі садки, будинок піонерів, гуртки при будинку культури. Були зачинені майже всі магазини, а їх у селі було близько десяти. Зупинив роботу цегляний завод, який розпаювали та зовсім розібрали. Радгоспи були перетворені в КСП, а після розпаювання землі та майна — у СТОВи. Припинилося постачання води населенню мережею водогонів, яка стала безгосподарною. Як наслідок зростало безробіття серед населення.

### Велика Виска в роки незалежної України
Оскільки село Велика Виска знаходиться на трасі державного значення, її населення одне з перших познайомилось з рухівцями, з ідеями про незалежність нашої держави. Кілька разів «Народний рух» зупинявся, проїжджаючи через наш населений пункт. Місцевим жителям розповідали, що за умови незалежності Україна стане заможнішою державою і життя в ній покращиться.
В дев'яностих роках було закладено фундамент під нову церкву, тривалий час служби відбувались у приміщенні колишнього магазину. 19 листопада 2017 року в селі урочисто освятили [Архівовано 21 листопада 2017 у Wayback Machine.] новозбудований Свято-Преображенський храм УПЦ (МП), зведений на місці того, котрий зруйнувала атеїстична влада.
З переходом у нове тисячоліття село поступово відбудовується та розвивається.
При будинку культури відновили роботу вокальний та вокально-інструментальний гуртки, відкрито спортивний атлетичний зал. Працюють музична школа, сільська бібліотека. Великовисківська дільнична лікарня обслуговує населення Великої Виски та сусідніх сіл, що належать до Мар'янівської сільської ради.
Той факт, що через село проходить траса державного значення, є стимулом для активного розвитку торгівлі, тому на сьогоднішній день відновлено роботу майже всіх магазинів та побудовано й відкрито нові. Також при в'їзді в село була побудована АЗС.
В сільському господарстві працюють селянські (фермерські) господарства, на сьогоднішній день їх у селі дванадцять.
Значного розвитку та популярності досягло бджільництво.
В грудні 2004 році було відновлено роботу дошкільного навчального закладу «Барвінок» і тепер у ньому навчаються півсотні майбутніх громадян України.
Оскільки життя села пов'язане з Преображенською церквою, місцевою владою визначено день Спаса 19 серпня як день щорічного відзначення заснування села Велика Виска. Сьогодні темпи розвитку села Велика Виска набирають обертів, поступово покращується його благоустрій та підвищується рівень життя селян. Але необхідно прикласти ще дуже багато зусиль, щоб люди в ньому могли жити на європейському рівні.

## Населення
Згідно з переписом УРСР 1989 року чисельність наявного населення села становила 2725 осіб, з яких 1219 чоловіків та 1506 жінок.
За переписом населення України 2001 року в селі мешкала 2491 особа.

### Мова
Розподіл населення за рідною мовою за даними перепису 2001 року:
| Мова       | Відсоток |
| ---------- | -------- |
| українська | 96,46 %  |
| російська  | 2,45 %   |
| молдовська | 0,48 %   |
| білоруська | 0,40 %   |
| вірменська | 0,04 %   |
| грецька    | 0,04 %   |

## Символіка

### Герб
Щит зі срібною хвилястою главою розіп'ятий золотою пікою з червоним значком, облямованим золотом, на червоне та зелене поля. У першому полі — срібна голова бика, увінчана золотою короною, вгорі супроводжується золотою восьмипроменевою зіркою, у низу — золотим півмісяцем рогами догори. У другому полі — шість золотих стільників, розміщених у формі трикутника вершиною донизу.

### Прапор
Квадратне полотнище, розділене навпіл на червону та зелену вертикальні смуги, зверху — хвиляста біла стрічка. У центрі прапора жовта восьмипроменева зірка.

### Пояснення символіки
Основні кольори — червоний, що символізує хоробрість і мужність, та зелений — символ надії, радості і достатку. Хвиляста срібна глава — річка Велика Вись, на берегах якої розташоване село. Золота піка — це згадка про сотенну слободу Слобідського козацького полку, ротне поселення Єлисаветградського шкіперського полку, з якого виник населений пункт. Голова бика символізує сільське господарство, а також є згадкою про ротний шанець Молдавського гусарського полку як молдавський національний символ. Восьмипроменева зірка — символ творення та родючості. Півмісяць — символ безсмертя, чистоти та народження, а також нагадує про козаків, що боронили наші землі від нападів східних народів, на прапорах яких його зображення часто було присутнім. Стільники символізують розвинене та популярне серед населення села бджільництво.